# Acid gluconic
Axít gluconic là một hợp chất hữu cơ với công thức phân tử C6H12O7 và công thức cấu trúc HOCH2(CHOH)4COOH. Trong dung dịch nước ở pH gần trung hòa, axít cacboxylic này tạo ra các ion gluconat và các muối của axít gluconic gọi chung là các gluconat. Axít gluconic và các muối gluconat có trong tự nhiên khá phổ biến do nó được hình thành từ quá trình oxy hóa của glucoza. Các este gluconat cũng có thể được tạo ra, chẳng hạn như quinin gluconat là hóa chất được sử dụng để tiêm bắp trong điều trị bệnh sốt rét.

## Cấu trúc hóa học
Cấu trúc hóa học của axít gluconic bao gồm một chuỗi sáu-cacbon với năm nhóm hydroxyl và kết thúc bằng một nhóm chức của axít cacboxylic (-COOH). Trong dung dịch nước, axít gluconic tồn tại trong cân bằng động với este vòng Glucono delta lacton (C6H10O6).

## Phổ biến và sử dụng
Axít gluconic có mặt tự nhiên trong các loại quả, mật ong, trà kombucha (nấm hồng trà) và rượu vang. Trong vai trò của một phụ gia thực phẩm (E574), nó là chất điều chỉnh độ chua. Nó cũng được sử dụng trong tẩy sản phẩm do nó hòa tan các khoáng chất, đặc biệt là trong dung dịch có tính kiềm. Anion gluconat tạo phức chất chelat với Ca2+, Fe2+, Al3+ và các ion kim loại nặng khác. Calci gluconat được sử dụng trong điều trị bỏng gây ra bởi axít flohiđric.